# Sulawesimalkoha
De sulawesimalkoha (Rhamphococcyx calyorhynchus synoniem: Phaenicophaeus calyorhynchus) is een vogel uit de familie Cuculidae (koekoeken). Het is een endemische vogelsoort van Sulawesi.

## Kenmerken
De vogel is 53 cm lang. Volwassen vogels zijn kastanjebruin van boven en op de borst, met een donkergrijze kop (kruin en veren rond oog) en ook de buik is donkergrijs. De vleugels zijn donker violetkleurig en de staart is zwart. Het oog is rood. De snavel is fors en heeft verschillende kleuren: geel van boven, zwart op het eind met klein wit puntje en een rode ondersnavel.

## Verspreiding en leefgebied
Deze soort telt drie ondersoorten:
- R. c. calyorhynchus: noordelijk, oostelijk en zuidoostelijk Sulawesi en de Togian-eilanden.
- R. c. meridionalis: centraal en zuidelijk Sulawesi.
- R. c. rufiloris: de eilanden Muna en Buton (ten zuidoosten van Sulawesi).

Het leefgebied bestaat uit secundair bos, bosranden, kokospalmplantages en riviergeleidend bos in de buurt van dorpen. Ook in heuvelland tot op 1300 m boven de zeespiegel.

## Leefwijze
Waarschijnlijk is deze soort geen broedparasiet. Helemaal duidelijk is dit niet, want er bestaat een waarneming van een jonge sulawesimalkoha die werd gevoerd door een geelrughoningzuiger (Aethopyga siparaja). Over de leefwijze van deze vogelsoort is nog betrekkelijk weinig bekend.

## Status
De grootte van de populatie is niet gekwantificeerd, maar de vogel is plaatselijk nog algemeen. Om deze redenen staat de sulawesimalkoha als niet bedreigd op de Rode Lijst van de IUCN.